# Fort George (circonscription britanno-colombienne)
Pour les articles homonymes, voir Fort George.
Circonscription électorale provinciale du Canada
Fort George est une ancienne circonscription provinciale de la Colombie-Britannique représentée à l'Assemblée législative de la Colombie-Britannique de 1916 à 1979.

## Géographie
La circonscription représentait le centre-est de la province, près de l'actuelle ville de Prince George.

## Liste des députés
| Législature                                                               | Années      | Député               | Député                  | Parti            |
| Fort George                                                               | Fort George | Fort George          | Fort George             | Fort George      |
| ------------------------------------------------------------------------- | ----------- | -------------------- | ----------------------- | ---------------- |
| 14e                                                                       | 1916–1920   |                      | William Roderick Ross   | Conservateur     |
| 15e                                                                       | 1920–1924   |                      | Henry G. T. Perry       | Libéral          |
| 16e                                                                       | 1924–1928   |                      | Henry G. T. Perry       | Libéral          |
| 17e                                                                       | 1928–1930   |                      | Frederick Parker Burden | Conservateur     |
| 17e                                                                       | 1931-1933   |                      | Roy Walter Alward       | Conservateur     |
| 18e                                                                       | 1933–1937   |                      | Henry G. T. Perry       | Libéral          |
| 19e                                                                       | 1937–1941   |                      | Henry G. T. Perry       | Libéral          |
| 20e                                                                       | 1941–1945   |                      | Henry G. T. Perry       | Libéral          |
| 21e                                                                       | 1945–1949   |                      | John McInnis            | Social-démocrate |
| 22e                                                                       | 1949–1952   |                      | Henry Robson Bowman     | Coalition        |
| 23e                                                                       | 1952–1953   |                      | Llewellyn Leslie King   | Crédit social    |
| 24e                                                                       | 1953–1956   | Ray Gillis Williston |                         | Crédit social    |
| 25e                                                                       | 1956–1960   | Ray Gillis Williston |                         | Crédit social    |
| 26e                                                                       | 1960–1963   | Ray Gillis Williston |                         | Crédit social    |
| 27e                                                                       | 1963–1966   | Ray Gillis Williston |                         | Crédit social    |
| 28e                                                                       | 1966–1969   | Ray Gillis Williston |                         | Crédit social    |
| 29e                                                                       | 1969–1972   | Ray Gillis Williston |                         | Crédit social    |
| 30e                                                                       | 1972–1975   |                      | Allan A. Nunweiler      | Néo-démocrate    |
| 31e                                                                       | 1975–1979   |                      | Howard John Lloyd       | Crédit social    |
| Circonscription abolie, voir : Prince George North et Prince George South |             |                      |                         |                  |